# 杜毓
杜育（?—?），又名杜毓，字方叔，西晋襄城郡定陵縣（今河南）人，杜襲之孫。
《世說新語》記載“杜方叔拙于用長”。歷任汝南太守、右将军、国子监祭酒等職。曾任中書舍人，人稱晉舍人。八王之亂時，被殺。杜育的《荈赋》是現今所見最早與品茗有關的文學，其詞曰：“靈山惟嶽，奇產所鐘。厥生荈草，彌穀被崗。承豐壤之滋潤，受甘霖之霄降。”